# Probe Ridge
Probe Ridge ist ein markanter, unverschneiter und terrassierter Gebirgskamm an der Ostküste der westantarktischen Alexander-I.-Insel. Er bildet einen Teilabschnitt der Nordflanke des Viking Valley.
Das UK Antarctic Place-Names Committee benannte ihn 1993 nach den beiden Raumsonden (englisch space probes) des US-amerikanischen Viking-Programms, die 1976 auf dem Planeten Mars gelandet waren.